# Mirhipipteryx hebardi
Mirhipipteryx hebardi is een rechtvleugelig insect uit de familie Ripipterygidae. De wetenschappelijke naam van deze soort is voor het eerst geldig gepubliceerd in 1931 door Lucien Chopard.